# NGC 6835
NGC 6835 ist eine Balken-Spiralgalaxie vom Hubble-Typ SBa im Sternbild Schütze am Südsternhimmel. Sie ist schätzungsweise 77 Millionen Lichtjahre von der Milchstraße entfernt.
Das Objekt wurde am 2. August 1881 von dem Astronomen Edouard Stephan entdeckt und später von Johan Dreyer in seinen New General Catalogue aufgenommen.